# Ramanujan-Vermutung
Im mathematischen Gebiet der Modulformen ist die Ramanujan-Vermutung eine von Ramanujan vermutete und von Deligne bewiesene Abschätzung für die Fourier-Koeffizienten der modularen Diskriminante, mit Anwendungen in Graphentheorie, Zahlentheorie, Darstellungstheorie und zahlreichen anderen Gebieten der Mathematik und Theoretischen Informatik. Es gibt auch Versionen für andere Modulformen (Ramanujan-Petersson-Vermutung).

## Ramanujansche tau-Funktion
Die Dedekindsche η-Funktion wird für {\displaystyle z\in {\mathbb {H} }=\left\{z\in \mathbb {C} \mid \mathrm {Im} \,z>0\right\}} als unendliches Produkt definiert:
{\displaystyle \eta (z):=e^{\pi iz/12}\prod _{n=1}^{\infty }(1-e^{2\pi inz})}.
Ihre 24-te Potenz ist die Diskriminante
{\displaystyle \Delta (z)=\eta (z)^{24}}.
Mit {\displaystyle q=\exp(2\pi iz)} erhält man
{\displaystyle \Delta (z)=q\prod _{n\geq 1}(1-q^{n})^{24}},
was man in eine Potenzreihe in {\displaystyle q}
{\displaystyle q\prod _{n\geq 1}(1-q^{n})^{24}=\sum _{n\geq 1}\tau (n)q^{n}}
entwickeln kann, deren Koeffizienten (die Fourierkoeffizienten in der q-Entwicklung) die Ramanujansche tau-Funktion
{\displaystyle \tau :\mathbb {N} \to \mathbb {Z} }
(Folge A000594 in OEIS) definieren.
Die ersten Werte sind:
| {\displaystyle n}        | 1 | 2   | 3   | 4     | 5    | 6     | 7      | 8     | 9       | 10      | 11     | 12      | 13      | 14     | 15      | 16     |
| {\displaystyle \tau (n)} | 1 | −24 | 252 | −1472 | 4830 | −6048 | −16744 | 84480 | −113643 | −115920 | 534612 | −370944 | −577738 | 401856 | 1217160 | 987136 |

Ramanujan entdeckte viele arithmetische Eigenschaften der Tau-Funktion (wie Kongruenzen), die danach eine bedeutende Rolle in der Entwicklung der Theorie der Modulformen spielte (zum Beispiel in der Theorie der Hecke-Operatoren, wo die Werte der Tau-Funktion Eigenwerte der Hecke-Operatoren für die Diskriminante sind).
Ramanujan stellte 1916 mehrere Vermutungen über die Tau-Funktion auf, neben der unten erwähnten Ramanujan-Vermutung:
- {\displaystyle \tau (mn)=\tau (m)\tau (n)} für {\displaystyle \gcd(m,n)=1} (das heißt die Tau-Funktion ist eine multiplikative Funktion)
- {\displaystyle \tau (p^{r+1})=\tau (p)\tau (p^{r})-p^{11}\tau (p^{r-1})} für eine Primzahl p und {\displaystyle r>0}

Diese wurden 1917 von Louis Mordell bewiesen (mit Methoden der Theorie der Modulfunktionen, die Ramanujan nicht zur Verfügung standen).
Für die Tau-Funktionswerte gibt es auch sehr elegante symmetrische Formen, die in Zusammenhang mit bestimmten Potenzen der Dedekindschen Eta-Funktion stehen, wie Freeman Dyson in den 1970er Jahren fand, wobei die Potenzen, wie Ian G. Macdonald unabhängig um dieselbe Zeit fand, den Dimensionen endlich-dimensionaler einfacher Liealgebren entsprachen. Macdonald stellte Beziehungen zu affinen Wurzelsystemen von Liealgebren und klassischen Formeln von Hermann Weyl über Wurzelsysteme und Carl Gustav Jacobi (Jacobi-Tripelprodukt) her.
Eine der Formeln von Dyson lautet:
{\displaystyle \tau (n)={\frac {1}{1!\,2!\,3!\,4!}}\sum \prod _{i<j}(u_{i}-u_{j})}
wobei die Summe über alle ganzen Zahlen {\displaystyle u_{i}} ({\displaystyle i=1,...,5}) ist mit {\displaystyle u_{i}=i\,mod\,5}, {\displaystyle \sum _{i=1}^{5}u_{i}=0}, {\displaystyle \sum _{i=1}^{5}u_{i}^{2}=10\,n}.

## Ramanujan-Vermutung
Die Ramanujan-Vermutung besagt, dass für alle Primzahlen {\displaystyle p} die Ungleichung
{\displaystyle |\tau (p)|\leq 2p^{11/2}}
und allgemeiner für alle natürlichen Zahlen {\displaystyle n} die Ungleichung
{\displaystyle |\tau (n)|\leq d(n)n^{\frac {11}{2}}}
gilt, wobei {\displaystyle d(n)} die Anzahl der Teiler von {\displaystyle n} bezeichnet. Sie wurde 1974 von Pierre Deligne als Konsequenz der von ihm bewiesenen Weil-Vermutungen bewiesen.
Eine analoge Vermutung für Spitzenformen (Gewicht k) zu Kongruenzuntergruppen der Modulgruppe stammt von Hans Petersson (1938) (Ramanujan-Petersson-Vermutung). Wie bei der Diskriminante (Gewicht k=12) ist der Exponent {\displaystyle {\frac {k-1}{2}}}, nur für allgemeine k:
{\displaystyle |\tau (p)|\leq 2p^{\frac {k-1}{2}}}
Sie wurde ebenfalls von Deligne über die Weil-Vermutungen bewiesen. Es gibt auch Versionen für automorphe Formen im Langlands-Programm (Ilja Pjatetskij-Shapiro u. a.) und für Maass-Formen (unbewiesen).

## Anwendungen
- Konstruktion von Ramanujan-Graphen: Lubotzky-Philips-Sarnak[6] benutzten die Ramanujan-Vermutung um zu beweisen, dass gewisse Quotienten des p-adischen symmetrischen Raums {\displaystyle PGL(2,\mathbb {Q} _{p})/PGL(2,\mathbb {Z} _{p})} Ramanujan-Graphen sind, also sehr gute Expander-Eigenschaften haben.
- Die Ramanujan-Vermutung kann umformuliert werden in eine Abschätzung der Eigenwerte von Hecke-Operatoren.
- Die Ramanujan-Vermutung kann umformuliert werden in eine Aussage über die zu {\displaystyle \Delta } assoziierte automorphe Darstellung.

## Trivia
Die Ramanujan-Vermutung war Teil des Logos des Internationalen Mathematikerkongresses 2010 in Hyderabad.